# Provadija
Provadija (bulharsky Провадия) je město ležící ve východním Bulharsku. Je správním střediskem stejnojmenné obštiny a žije v něm přibližně 12 tisíc obyvatel.

## Zeměpis
Město se nachází na řece Provadijska poblíž Provadijské soutěsky. Procházejí tu železniční tratě Varna–Sofie a Varna–Ruse.
5 km jihovýchodně od města se vyskytuje ložisko soli ležící v místě oslabené zóny na průsečíku několika zlomů.

## Historie
Provadija je sídlo starší více než dvacet pět staletí. Nejstarší objevené stopy lidské činnosti v oblasti pocházejí z 5. století před naším letopočtem, kdy tyto země obývali Thrákové. V místě zvaném Tabiite (z turečtiny – opevnění) se dochovalo přibližně 30 skalních hrobek.
Má se za to, že dnešní město navazuje na byzantskou pevnost z 5. století, která byla součástí opevňovacího systému vybudovaného proti válečnickým kmenům pronikajícím od severu. Byzantinci to nazývali Provaton (Πρόβατον). O původu tohoto jména existují různé teorie: jedna ho spojuje s průchodem nebo zúžením, zatímco druhá verze je vázána na překlad slova „Provat“ (Προβάτ) ze starořečtiny, což znamená „ovce“. Pravděpodobně kvůli dobře rozvinutému chovu ovcí v této oblasti.
Slované, kteří se zde usadili (6.–7. století), nazývali pevnost Oveč, což je doslovný překlad byzantského názvu. Protobulhaři, kteří přišli později, převzali toto jméno, které přetrvalo po celý středověk. V hranicích bulharského státu se opevnění rychle rozrostlo v osadu a stalo se vojensko-správním centrem. Tomu napomáhala jeho strategická poloha – blízkost Plisky, Preslavi a Varny; v případě dobytí Varny by se Oveč stala hlavní překážkou na cestě k Plisce a Preslavi.
Během druhé bulharské říše (12.–14. století) bylo město prosperujícím řemeslným a obchodním centrem, kam přicházeli obchodníci z Dubrovníku, Arménie a dalších vzdálených zemí. Oveč se také stala jedním z nejdůležitějších metropolitních center Bulharska, spolu s Velikým Trnovem, Velikým Preslavem, Červenem, Drastarem a Sofií.
Podle Konstantina Jirečka byla Provadija během osmanského období významným východobalkánským centrem dubrovnického obchodu a místní dubrovnická kolonie využívala její kostel. Podle soupisů Silisterského ejáletu v první polovině 17. století bylo ve městě 18 mešit, 3 kostely, 4 lázně, 2 tekke a 5 medres. V roce 1649 katolický misionářský kněz Petăr Bogdan napsal, že ve městě jsou dva kamenné pravoslavné kostely – bulharský a arménský. Zhruba v této době byla uprostřed města postavena hodinová věž, která se dochovala do současnosti. Během rusko-turecké války (1828–1829) bylo město kompletně zničeno a jeho obnova trvala roky, takže podle soupisů Dunajského vilájetu zde v roce 1869 stálo 5 mešit, 1 kostel a 1 synagoga. Bulharská populace výrazně poklesla v důsledku několika vln emigrace do Ruska a Rumunska.
Během rusko-turecké války podepsalo v lednu 1878 místní obyvatelstvo (křesťané a muslimové) písemnou dohodu o vzájemné ochraně před jednotkami válčících stran Ruské říše a Osmanské říše. Byla vytvořena městská samospráva skládající se z 5 muslimů, 4 Bulharů a 1 Žida, vedená Osmanem bejem, což umožnilo zachránit město a okolní vesnice před zkázou. 3. února 1878 se vojska vedená generálem Konstantinem Manzejem přesunula po trase Suvorovo – Neofit Rilski – Petrov Dol – Provadija a bez odporu vstoupila do města. Ruská vojska byla křesťany slavnostně přivítána. Osman bej pozval generála do penzionu a symbolicky mu předal klíče od města. Jezdci generála Manzeje se ve městě zdrželi jen několik hodin. Zničili vlakové nádraží, zapálili státní potravinové sklady a zamířili na sever. Následující den, 4. února 1878, bylo doručeno oznámení o příměří podepsaném o 4 dny dříve v Edirne. Podle něj měly dnešní severovýchodní bulharské země až do uzavření míru zůstat pod osmanskou vládou. Stará správa zůstala na místě a dokonce pokračovala ve výběru daní až do srpna 1878. 3 dny po stažení ruských jednotek se do města vrátil místní správce Sulejman efendi s asi 150 četníky a převzal správu kazy. Postupně se obnovoval mírový život. Tento stav relativního klidu byl umožněn dlouhodobým přátelským vztahem muslimů ke křesťanům. K definitivnímu osvobození města došlo koncem července 1878. Moc ve městě přešla na ruskou komandaturu. V následujících dnech byly osvobozeny i všechny osady v okolí. Z tohoto důvodu dorazily ruské jednotky do města jen o několik měsíců později, 29.–30. srpna 1878.
Osvobození Bulharska od osmanské nadvlády zastihlo město s asi 3 500 obyvateli. Na krátkou dobu bylo město okresním centrem Bulharského knížectví. V důsledku správní reformy v letech 1881 až 1959 mělo status okresního města. V roce 1884 založila skupina vlasteneckých občanů čitalište. Město rostlo a rozvíjelo se, zvyšoval se počet obyvatel, otevíraly se mlýny, olejárny, lakýrny, mýdlárny a textilní továrny. V prvních letech 20. století bylo město známo svou trvalou podporou Progresivní liberální strany. Začalo se rozvíjet jako průmyslové a obchodní centrum. V roce 1923 vypukly ve městě a jeho okolí občanské nepokoje proti převratu z 9. června.
V roce 1917 objevil mladý voják Stojan Sabev poblíž řeky Provadijska solný pramen. V roce 1923 byl postaven solivar a malé léčebné lázně pro dělníky a v roce 1935 větší a modernější lázně s jedním oddělením. V roce 1938 byla koupelna rozšířena o další přihrádku. Rostoucí zájem o solné koupele vedl v roce 1962 k výstavbě moderních minerálních lázní, které se nacházely na jižním okraji města. Po druhé světové válce začal rychlý průmyslový rozvoj. Během let socialistické výstavby bylo město součástí průmyslové osy Varna – Devňa – Provadija. 6 km jihovýchodně od města, poblíž vlakového nádraží Mirovo, se nachází jedno z největších ložisek kamenné soli v Bulharsku o mocnosti 3900 m, ze které se vyrábí kuchyňská sůl. Solný roztok z ložiska je potrubím dopravován do chemického závodu na výrobu sody v Devně.

## Obyvatelstvo
Níže uvedená tabulka ukazuje vývoj populace města od třicátých let (1934–2021):
| Rok      | 1934  | 1946  | 1956   | 1965   | 1975   | 1985   | 1992   | 2001   | 2011   | 2021   |
| Populace | 7 905 | 8 729 | 12 463 | 13 826 | 15 166 | 15 759 | 15 251 | 14 229 | 13 255 | 11 557 |

K 15. březnu 2025 ve městě žilo 12 071 obyvatel a bylo zde trvale hlášeno 14 378 obyvatel. Podle sčítání z 1. února 2011 bylo národnostní složení následující: Podle sčítání z 1. února 2011 bylo národnostní složení následující:
- Bulhaři: 3 308 (92.2 %)
- Romové: 129 (3.6 %)
- Turci: 120 (3.3 %)
- ostatní[p 2]: 30 (0.8 %)

## Galerie

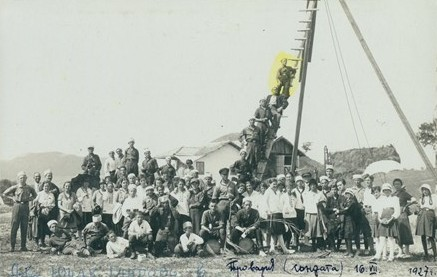
Členové spolku Junak z Gabrova u solného dolu v Provadiji, 1927
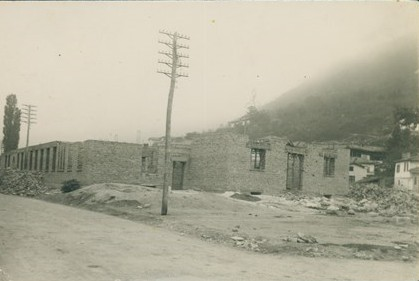
Výstavba divadelní budovy v Provadiji v r. 1943
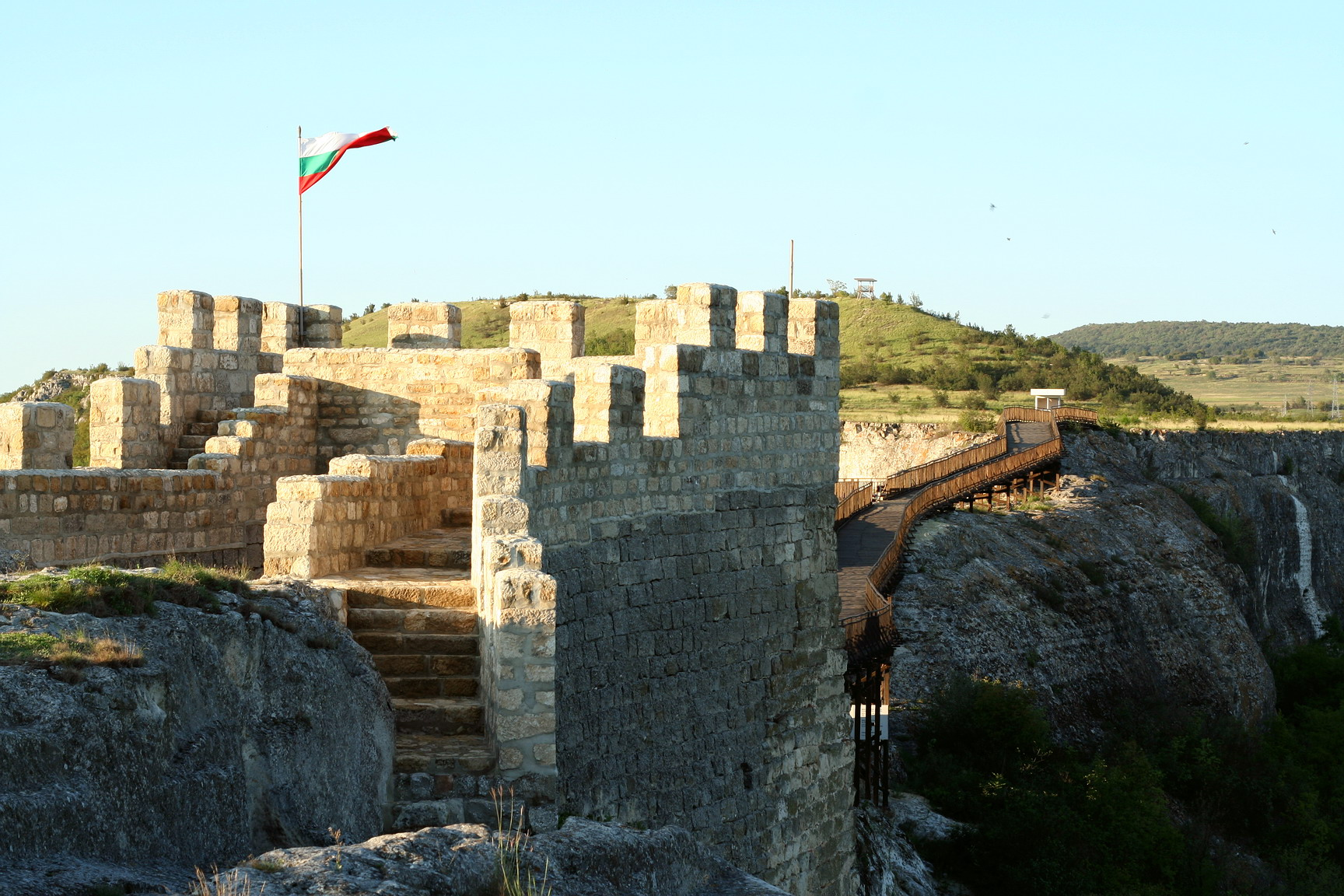
Pevnost Oveč